# Pieter van Hénin
Pieter van Hénin-Liétard (Frans: Pierre de Hénin), heer van Boussu, (1433-1490) was een 15e-eeuwse edelman in de Zuidelijke Nederlanden.

## Leven en werk
Hénin (ook: Hénnin) was een zoon van Jan van Hénin-Boussu, heer van Boussu, en Catharina van Bethune. Hij trouwde met Isabella van Lalaing. Zij hertrouwde met Willem de Goux. Hénin was een schoonzoon van Willem van Lalaing (1395-1475), stadhouder van Holland.
Hij werd in 1464, met Godfried van Gavere, vanuit de adel van het graafschap Henegouwen afgevaardigd naar de eerste vergadering van de Staten-Generaal van de Nederlanden, die in Brugge werd gehouden. In 1481 werd hij benoemd tot ridder in de Orde van het Gulden Vlies.